# Telagah
Telagah is een bestuurslaag in het regentschap Langkat van de provincie Noord-Sumatra, Indonesië. Telagah telt 2755 inwoners (volkstelling 2010).